# Ciruelos del Pinar
Ciruelos del Pinar är en kommun i Spanien.   Den ligger i provinsen Provincia de Guadalajara och regionen Kastilien-La Mancha, i den centrala delen av landet, 140 km nordost om huvudstaden Madrid. Arean är 16,0 kvadratkilometer.
Terrängen i Ciruelos del Pinar är platt.